# Galeottiella orchioides
Galeottiella orchioides är en orkidéart som först beskrevs av John Lindley, och fick sitt nu gällande namn av Roberto González Tamayo, Rutk., Mytnik och Dariusz Lucjan Szlachetko. Galeottiella orchioides ingår i släktet Galeottiella och familjen orkidéer. Inga underarter finns listade i Catalogue of Life.